# Martina I. Kischke
Martina Iris Kischke (* 17. Oktober 1935 in Frankfurt am Main; † 23. November 2014 ebenda) war eine deutsche Journalistin und Sachbuchautorin.

## Leben
1954 arbeitete Kischke als Volontärin beim Wiesbadener Kurier. Im darauffolgenden Jahr wurde sie Volontärin bei der Frankfurter Rundschau, bis sie 1957 Redakteurin bei Brigitte in Hamburg wurde. Aber noch im selben Jahr kehrte Martina Kischke zur Frankfurter Rundschau zurück, wo sie später Leiterin der „Frauenredaktion“ mit den Seiten „Frau und Gesellschaft“ sowie „Freizeit und Familie“ wurde. Von 1989 bis 2002 war sie Jurorin für den Deutschen Krimi Preis. Im Jahr 2000 beendete sie ihre Arbeit bei der Frankfurter Rundschau.

## Gefangenschaft in der Sowjetunion
Martina Kischke hatte sich während einer Reise in die Sowjetunion in den russischen Dammbau-Ingenieur Boris Romanowitsch Petrenko, Sohn einer ukrainischen Ärztin, verliebt. Am 4. August 1966 reiste sie nach Alma-Ata, der Hauptstadt von Kasachstan, um ihn zu heiraten.
Am dritten Tag ihres Aufenthaltes versteckte Petrenko eine Zigarettenschachtel mit Mikrofilmbildern von geheimen Militärunterlagen in Kischkes Handtasche und lieferte sie dem KGB aus, welcher sie am 8. August verhaftete. Ihr wurden „staatsgefährdende Tätigkeit“ und später Spionage für den BND vorgeworfen.
Nach einem Monat Haft wurde Kischke in das Staatsgefängnis Lubjanka in Moskau verlegt. Am Abend des 23. Dezember 1966 wurde sie nach Bemühungen des Chefredakteurs der Frankfurter Rundschau, Karl Gerold, gegen den früheren SPD-Bundestagsabgeordneten Alfred Frenzel ausgetauscht und am Grenzübergang Wartha/Herleshausen einer Abgesandten der evangelischen Kirche übergeben.

## Rezeption
Ein Ausschnitt aus der Begründung für die Verleihung der Hedwig-Dohm-Urkunde:

„Wir ehren Martina Iris Kischke für ihr herausragendes professionelles Engagement für Frauen. Mit ihrer Überzeugung ‚Biologie nicht als Schicksal zu verstehen‘, hat sie Frauen zu sich selbst ermutigt. Ihre journalistische Arbeit hat durch eine nicht ermüdende Beharrlichkeit und gegen den Strom der Zeit zum veränderten Rollenverständnis und Öffentlichkeitsbewusstsein beigetragen. Als Redakteurin wie als Autorin lag ihr dabei ein betont breites Themenspektrum am Herzen, das sich durch Leidenschaft und ihre Begeisterungsfähigkeit für die unterschiedlichsten Lebenssituationen und Belange von Menschen auszeichnete.“

## Auszeichnungen
- 1995: Elisabeth-Selbert-Preis des Landes Hessen
- 1996: Emma-Journalistinnen-Preis von der Gleichstellungsministerin in NRW
- 2001: Hedwig-Dohm-Urkunde

## Ausgewählte Werke
- Der springende Punkt: Ratgeber für die Arbeit mit Frauengruppen von Martina Kischke. Haus Schwalbach Verlag. 1976.
- Mut zum Erfolg: Warum Frauen blockiert sind und was sie dagegen tun können von Martina Kischke, Julia Nowotny-Iskandar und Susan Schenkel. Campus Verlag. 1992.
- Mein Teddy. (Ab 6 J.). Zur Pflege und Haltung von Plüschtieren von Martina Kischke und Katharina Lausche. Rowohlt. Reinbek, 1997.